# Raymond Herbaux
Raymond Herbaux né le 22 octobre 1919 à Wazemmes et mort le 21 mars 1989 à Lille, est un haltérophile français. Il participe aux Jeux olympiques d'été de 1948 en concourant dans la catégorie des -82,5 kg

## Palmarès

### Jeux olympiques
- 11e en -82,5 kg en 1948 à Rome,  Italie

### Championnats d'Europe
- Médaille de bronze en +82,5 kg en 1949 à La Haye, Pays-Bas
- Médaille d'or en -90 kg en 1951 à Milan, Italie